# Super Mario World 2: Yoshi's Island
Super Mario World 2: Yoshi's Island, conhecido no Japão como Super Mario: Yoshi's Island (スーパーマリオ　ヨッシーアイランド, Sūpā Mario: Yosshī Airando) é um jogo de plataforma desenvolvido e publicado pela Nintendo para o Super Nintendo Entertainment System. Seu lançamento no Japão foi em agosto de 1995 e em outubro de 1995 nos Estados Unidos. O jogo é uma prequência de Super Mario World, onde o jogador desta vez controla somente o Yoshi, que deve acompanhar Mario ainda bebê através de seis mundos, a fim de reuni-lo com o seu irmão Luigi, que tinha sido sequestrado por capangas de Baby Bowser.
O visual do jogo foi desenhado a mão, trazendo um novo estilo à série. Além disso, os gráficos do jogo possuem efeitos especiais feitos pelo microchip Super FX 2, permitindo um visual belo para o jogo. Yoshi's Island recebeu aclamação generalizada da crítica e diversos elogios para a sua estética, som e jogabilidade. O jogo vendeu mais de 4 milhões de cópias em todo mundo, se tornando o sétimo jogo mais vendido do SNES.
O jogo reapareceu em 2002 para o Game Boy Advance sob o título Super Mario Advance 3: Yoshi's Island, e contou com um remake em 2006 para Nintendo DS, intitulado Yoshi's Island DS e uma versão para o Wii Virtual Console. O jogo foi produzido por Shigeru Miyamoto o criador de Mario, e Takashi Tezuka atuou como um dos diretores do jogo.

## Jogabilidade
Yoshi's Island é um jogo de plataforma side-scrolling em 2D no qual Yoshi é o personagem principal pela primeira vez em vez de Mario. No princípio, Mario conhece diferentes Yoshis, que possuem os mesmos movimentos, apenas mudando a cor. Uma das habilidades de Yoshi é voar. Se segurar o botão de Pulo, ele é capaz de manter seus pés no ar por um bom tempo. Isso pode ser repetido quantas vezes forem necessárias.
Cada nível coloca o jogador com um diferente Yoshi colorido, que devem escoltar Baby Mario em suas costas e chegar ao final do nível, onde ele é passado para o próximo Yoshi. Semelhante ao Super Mario World, Yoshi pode usar sua língua para iludir os inimigos e colocá-los em sua boca. Quando algo está em sua boca, Yoshi pode cuspi-la como um ataque ou engoli-lo para transformá-lo em um ovo. Estes ovos podem ser jogados em um ângulo, mesmo saltando fora das paredes, para atacar os inimigos ou chegar longe ou itens de difícil acesso. Yoshi pode transportar até seis ovos de cada vez, e alguns ovos coloridos desova itens uma vez que atinge alguma coisa. Yoshi também pode comer melancias que permitem que ele possa cuspir sementes, ou inimigos flamejantes que permite deixá-lo cuspir fogo.
O objetivo de cada nível é proteger Baby Mario, que cavalga sobre as costas de Yoshi. Se Yoshi é atingido por um inimigo ou obstáculo, Baby Mario irá flutuar em uma bolha e um temporizador ou cronômetro irá começar a contagem regressiva. Se o jogador não conseguir recuperar Baby Mario antes do contador chegar a zero, Baby Mario será levado por Koopas e Yoshi vai perder uma vida. O cronômetro pode recuperar até dez segundos, e Yoshi pode recolher estrelas para aumentar a quantidade de tempo no contador. No entanto, se Yoshi cai em um poço sem fundo, ficar esmagado, ou entra em contato com picos ou lava, ele perderá automaticamente uma vida. Em algumas áreas, os jogadores podem coletar um Starman que transforma Baby Mario em Super Baby Mario. Durante estas áreas, os jogadores assumem o controle de Baby Mario, que, por um curto período, é invencível, pode ser executado em paredes e tetos, e pode flutuar usando sua capa. Além disso, algumas áreas Yoshi se transforma em vários veículos, como um helicóptero ou de escavadora, o que lhe permite alcançar áreas inacessíveis durante um curto período de tempo.
Outro detalhe é que, diferente de Super Mario World, não há uma contagem regressiva para a conclusão da fase, com isso o jogador tem mais tempo para descobrir lugares secretos e segredos das fases.

### Ovos
Yoshi pode coletar ovos durante sua aventura, para atirar nos inimigos e vencê-los. Ele também pode botar ovos, mas para isso é necessários estar com um inimigo comestível na boca e apertar para baixo. O número máximo de ovos que o Yoshi pode ter é seis. Esses ovos podem variar:
- Ovo verde: é um ovo normal.
- Ovo amarelo: dá uma moeda se o jogador acertar em um inimigo.
- Ovo vermelho: dá duas estrelas se acertar em um inimigo.
- Ovo brilhante: dá uma moeda vermelha se acertar em um inimigo.
- Ovos gigantes: transformam todos os inimigos da tela em estrelas.

### Itens
Também há itens para serem coletados durante o jogo e fazer 100 pontos cada fase:
- Flor: existem 5 em cada fase. Pegando todas, o jogador ganha uma vida, e cada flor vale 10 Pontos no escore total da fase.
- Moeda vermelha: existem 20 em cada fase. Cada uma vale 1 ponto no total de pontos da fase.
- Estrelas: o máximo que pode-se ter é 30 e elas aumentam o tempo em que o jogador pode ficar com o Mario na bolha, ao ser atingido por um inimigo. Cada estrela vale 1 ponto no total de pontos da fase.

### Ground Pound
O Yoshi também possui uma nova habilidade: o Ground Pound, que é um ataque no qual ele pula e cai fortemente no chão. Esse ataque é bom para destruir caixas, forçar pedaços de madeira que bloqueiam o caminho e destruir certos tipos de chão. Esse movimento continuou sendo usado nos games do Mario que vieram a seguir.

## História
O jogo começa com uma cegonha carregando dois bebês (Mario e Luigi) sobre o oceano tranquilo em direção ao Brooklyn. Tudo parece bem, no entanto, o perigo se aproxima quando Kamek, um Koopa com poderes mágicos, rapta um dos bebês (Luigi), pois previra que eles causariam incômodo para seu mestre, Baby Bowser, no futuro. Ele tenta raptar os dois bebês, mas consegue pegar apenas um, deixando o outro cair no oceano. Kamek, furioso por ter perdido o outro bebê, manda seus servos, os Toadies, o procurarem.
O outro bebê, que havia aparentemente caído no oceano, caiu, na verdade, em uma ilha: a Yoshi's Island (Ilha do Yoshi). Ele caiu bem em cima de um Yoshi, que encontra um mapa junto com o bebê e decide ajudá-lo a achar seu irmão Luigi. Cientes da catástrofe, toda a tribo de dinossauros Yoshis também se juntam à batalha. Juntos, estes Yoshis por sua vez transportam Mario pelo terreno perigoso e, contra todas as probabilidades, resgatar Baby Luigi, e derrotar Kamek e Baby Bowser. Os vilões espalham várias criaturas pela ilha, que são os chefes do jogo. Agora, o personagem jogável é Yoshi e deve também impedir que Baby Mario seja capturado pelos Toadies, passando por seis mundos e 54 fases diferentes.

### Poochy
Poochy (ポチ) é um personagem canino que participa de várias séries dos jogos de Yoshi. Ele ajuda Yoshi em sua aventura com Baby Mario servindo de "isolador" de espinhos e lava, uma vez que pode andar sobre os mesmos. Se o jogador encontrar algum obstáculo (como uma parede), Poochy pulará automaticamente.

## Chefões
- Burt, o Tímido:
- Salvo Viscoso:
- Bigger Boo:
- Fantasma do Vaso:
- Bigger Milde:
- Bigger Koopa:
- Fantasma Sem Ponto Fraco:
- Príncipe Froggy:
- Raphael Raven:
- Spike Saw:
- Baby Bowser:

## Desenvolvimento
Yoshi's Island foi desenvolvido pela Nintendo EAD e publicado pela Nintendo para o Super Nintendo Entertainment System. De acordo com Shigeru Miyamoto, que atuou como um produtor, Yoshi's Island estava em desenvolvimento há quatro anos, o que deixou a equipe adicionar "muitos truques de mágica". Outro detalhe interessante é que segundo Miyamoto, o resultado final do jogo inseriu todas as ideias projetadas desde o inicio do projeto. É comum em muitos jogos os criadores citarem ideias e mecânicas cortadas no desenvolvimento do jogo a partir de restrições de hardware, limitação de tempo e etc, mas esse não foi o caso de Yoshi's Island, quando perguntado Miyamoto respondeu, "Foi surpreente, uma vez que o desenvolvimento estava realmente em andamento, houve poucas ideias que tivemos de abandonar, sabíamos que este seria o último jogo de Mario que faríamos para o Super Famicom, então queríamos sair com um estrondo e incluir tudo o que podíamos". O jogo foi lançado pela primeira vez no Japão em Agosto de 1995, e dois meses depois na América do Norte e Europa.

### Gráficos
Os Gráficos contam com o microchip Super FX 2 para criar a escala, arredondamento e outros efeitos que são muito avançados para um simples jogo de Super NES/Famicom. Eles são muito diferentes do de Donkey Kong Country, apesar de terem sido lançados na mesma época. Shigeru Miyamoto ordenou que seus funcionários trabalhassem com um visual desenhado à mão, o que acabou dando uma característica infantil é muito elogiada pela crítica e permanece visualmente bela no SNES.
Quando Shigeru Miyamoto trouxe o jogo para a Nintendo marketing, eles recusaram o jogo por ter gráficos estilo Mario ao invés dos gráficos da moda, a computação gráfica pré-renderizadas de Donkey Kong Country. Em comparação, eles sentiram que o jogo dele não tinha o poder de impressionar. Indignado e oposto ao estilo, Miyamoto teria novamente escalado os seus visuais de desenho animado em um estilo pastel, desenhado a mão. O departamento de marketing da Nintendo aceitou esta revisão. Miyamoto recordou mais tarde a sensação de que o departamento de marketing queria "hardware melhor e mais belos gráficos em vez de ... arte." No momento de sua rejeição, Miyamoto teria dito "Donkey Kong Country prova que os jogadores vão tolerar com a medíocre jogabilidade, enquanto a arte é boa."[carece de fontes?] No entanto, em 2010 ele esclareceu seus comentários, dizendo que "Trabalhei muito de perto com a Rare no Donkey Kong Country original, recentemente um rumor saiu que eu realmente não gosto deste jogo? Eu só quero esclarecer que este não é o caso, porque eu estava muito envolvido com isso. E até mesmo mensagens por e-mails quase diariamente com Tim Stamper até o fim." A Rareware, em um sinal de respeito por Miyamoto, ou como uma resposta aos seus comentários anteriores, inseriu Yoshi no estilo 3D CGI e deu-lhe uma breve aparição em Donkey Kong Country 2: Diddy's Kong Quest, também de 1995.

## Recepção
Yoshi's Island foi recebido com "instantânea" e "aclamação universal", de acordo com uma retrospectiva da IGN e da revisão agregadora da Metacritic, respectivamente. Nintendo Power também disse que o jogo foi "um dos grandes jogos mais bonitos já feitos". A Next Generation também estava muito impressionada com o "tamanho e jogabilidade" do jogo. Nintendo Power e Nintendo Life também opinaram que Baby Mario chorando soa irritante. A revisão da Allgame diz que "Yoshi's Island mostra que videogames pode ser de fato uma forma de arte, é um lindo jogo, envolvente, cheio de gráficos exuberantes, grande controle e jogabilidade inovadora que empurram o Super NES para os seus limites extremos".
Críticos contemporâneos e retrospectivos ofereceram pródigos elogios para sua estética, nível de design e jogabilidade, que se tornaram legados do jogo. Alguns chamaram de "charme". Delgrego da Nintendo Life pararia no meio do jogo só para ver o que iria fazer os inimigos. Outros elogiaram o esquema de controle, efeitos técnicos e design de som. Yoshi's Island vendeu 4.12 milhões de cópias em todo mundo, e terminou 1995 como um dos jogos mais vendidos do ano, junto com Diddy's Kong Quest e Chrono Trigger. Nos rankings anuais da IGN de "100 melhores jogos de todos os tempos", Yoshi's Island foi classificado no 24º lugar em 2003, 41º lugar em 2007, além de nomeá-lo como sétimo melhor jogo de SNES.